# Bendegúz Tóth
Bendegúz Tóth (17 settembre 1997 – Budapest, 5 giugno 2020) è stato un lottatore ungherese, specializzato nella lotta libera e greco-romana.

## Biografia
Venne allenato da Konstantin Gulevskije, Zsolt Bankutin e Árpád Ritter, quest'ultimo lottatore olimpico a Atlanta 1996, Sydney 2000 e Atene 2004. Fu tesserato per la polisportiva Erzsébeti Spartacus Munkás Testgyakorlók Köre Labdarúgó Egyesület ESMTK di Budapest.
Si è contraddistinto a livello giovanile agli europei cadetti di Antivari 2003 arrivando tredicesimo nel torneo di lotta libera 76 chilogrammi, agli europei cadetti di Samokov 2004, dove si è aggiudicato la medaglia d'argento negli 85 chilogrammi, ai mondiali cadetti di Snina 2014. 
Nel 2016 e 2017 ha partecipato agli europei ed ai mondiali juniors. A soli 19 anni ha debuttato agli europei under 23 di Szombathely 2017, vincendo la medaglia d'argento, dopo essere rimasto sconfitto in finale dal turco Murat Ertuerk, tre anni più grandi di lui e vicempione in carica del torneo.
Negli anni successivi prese parte ai tornei europei e mondiali under 23, con discreti piazzamenti, senza però riuscire a salire sul podio. Vinse due medaglie d'argento ai campionati mondiali universitari di Goiânia 2018 sia nella lotta libera -92 chilogrammi sia in quella greco-romana 97 chilogrammi, terminando rispettivamente alle spalle dei turchi Mustafa Sessiz e Fatih Baskoy.
Grazie ai buoni risultati raggiunti fu considerato il fulcro del crescente programma di lotta libera ungherese di quegli anni. Esordì nelle categorie senior a ventun'anni ai mondiali di Nur-Sultan 2018, dove terminò diciassettesimo nel torneo dei 92 chilogrammi. L'anno successivo ai campionati europei di Roma 2020 concluse undicesimo. 
Morì all'età di ventidue anni durante una sessione di allenamento all'aperto con i suoi compagni di squadra.

## Palmarès
- Campionati mondiali universitari

Goiânia 2018: argento nella lotta libera -92 kg; argento nella lotta greco-romana -97 kg;
- Europei U23

Szombathely 2017: argento nella lotta libera -86 kg;
- Europei cadetti

Samokov 2004: argento nella lotta libera -85 kg;